# Gereblye
A gereblye vagy kaparó gazdasági és kertészeti kézi eszköz. A mezőgazdaságban a szénakészítésnél és aratásnál van főleg használatban.
1900 táján a fogatos gereblyék a lekaszált s megszáradt széna összegyűjtésénél mindinkább kiszorították a kézi gereblyéket. A lóval vontatott gereblyék szerkezete általánosságban egy sor hátra hajló, különféle módon megerősített vas- vagy acélfog egy közös tengelyen, melyek egyszerre felemelhetők, ha a kellő mennyiségű szénát felgyűjtötték. A gereblye sor tengelyén két járó kerék van, s a munkás vagy a gépen ülve kezeli azt, vagy utána járva emeli fel a gereblyét szükség szerint. Amerikából jöttek át hozzánk a lóvonatú gereblyék, s 1900 körülre már általánosan elterjedtek. Ekkoriban nevezetesebbek voltak a «Tiger» és «Holsingworth» szerkezetű lógereblyék.
A gereblye nem csak a mezőgazdaságban, hanem a ház körül is fontos eszköz, a lehullott faleveleket (avart) vagy egyéb lombokat is össze lehet vele szedni (a speciálisan lombgyűjtésre szakosodott verziója a lombseprű). Nyele általában fából, feje pedig vasból készül, de manapság már elterjedt a műanyagból készült változat is. Kertészetekben és nagyobb áruházakban kapható, akárcsak az ásó, a lapát, a kapa vagy ritkábban a kasza.

## Képgaléria

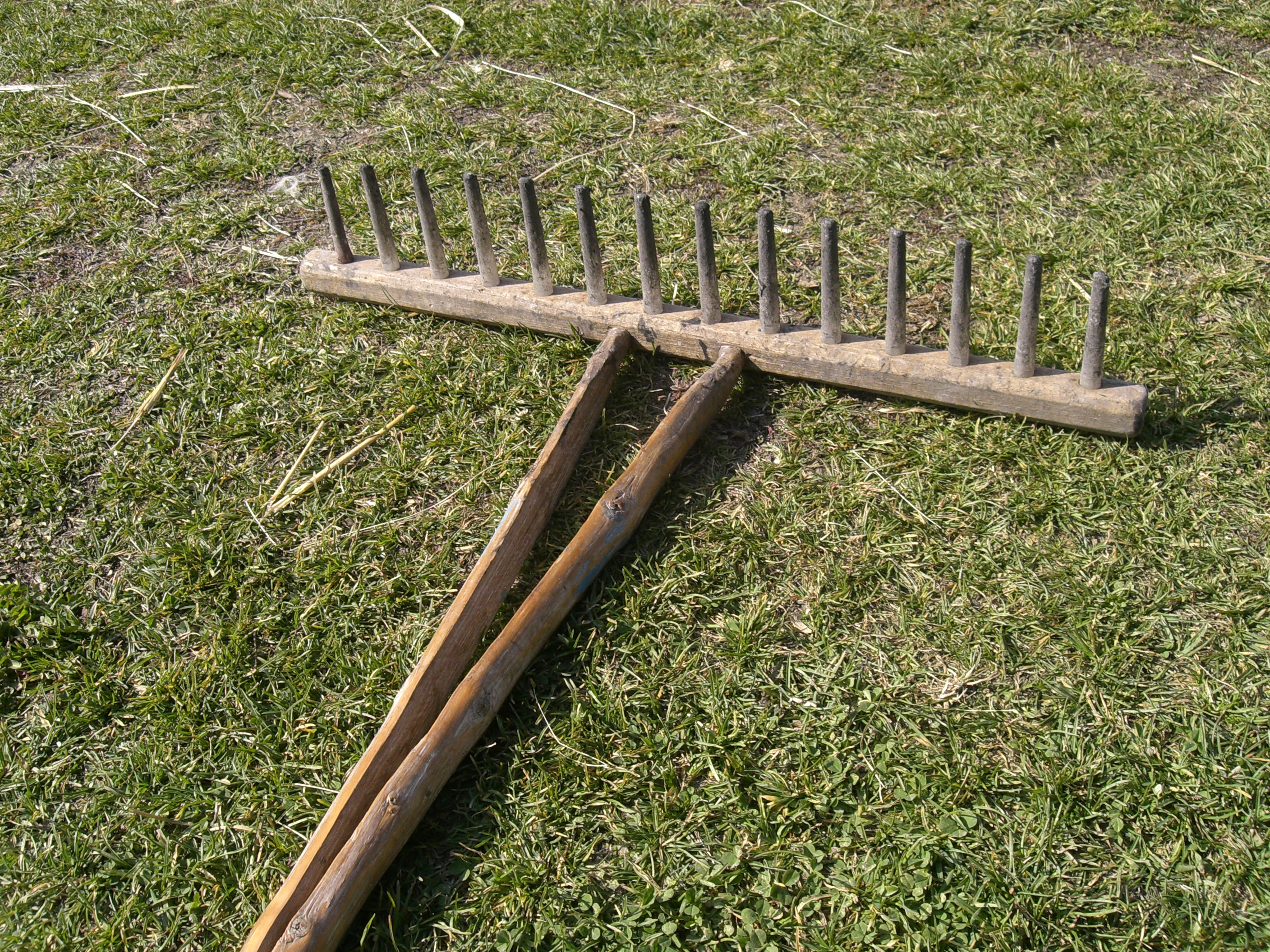
A hagyományos, fából készült gereblye
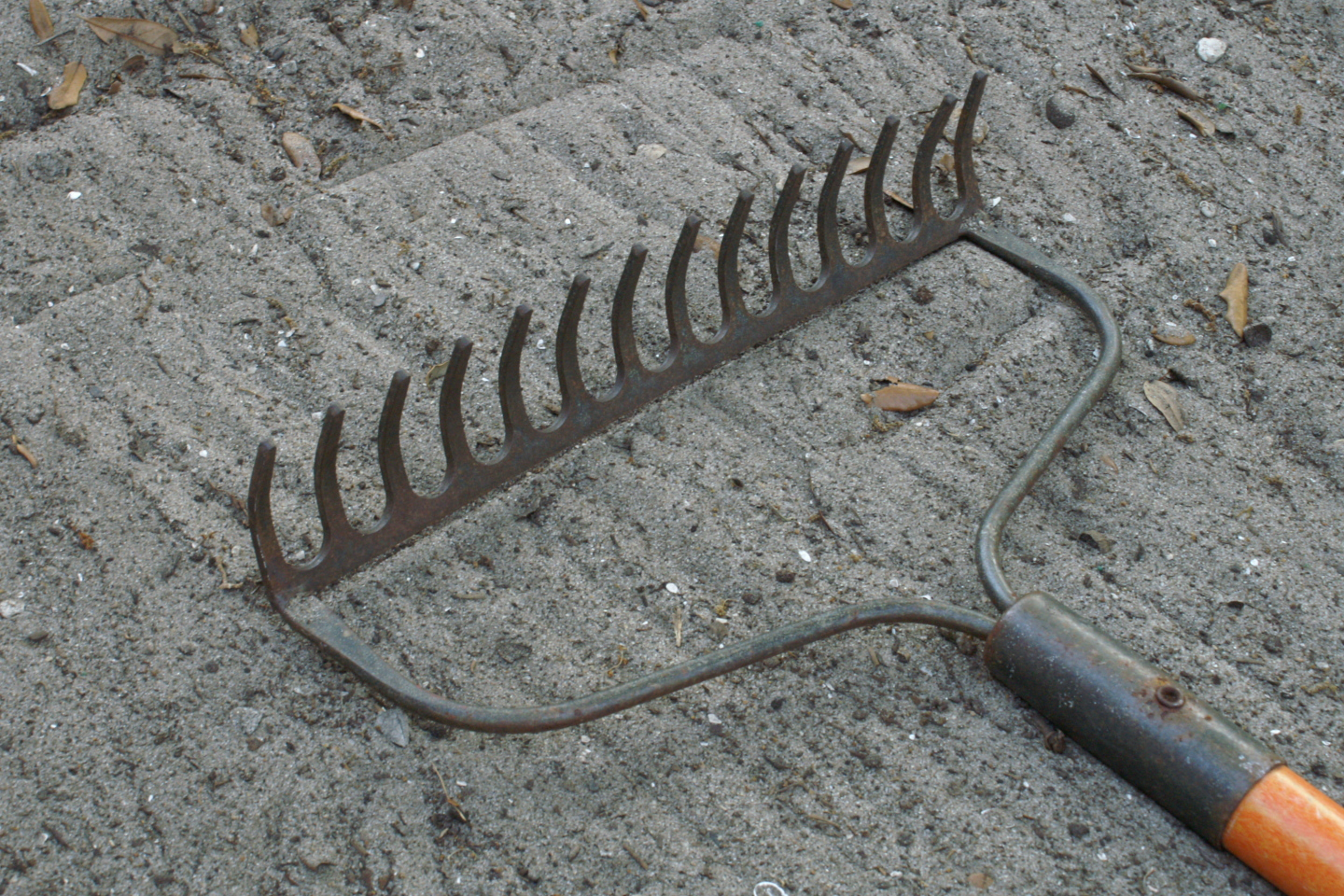
A nagy teherbírású fémgereblye
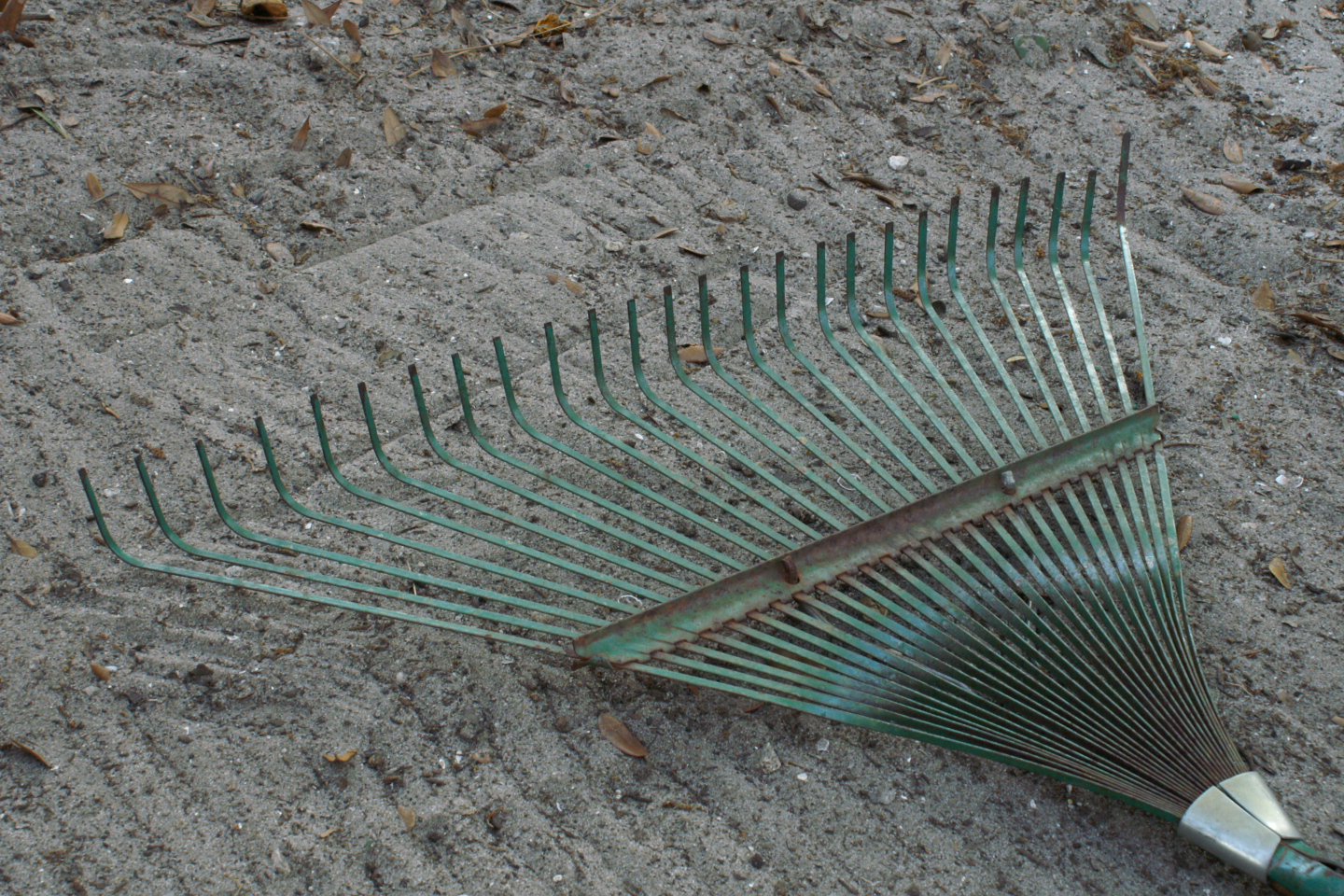
A könnyű gereblye - lombseprű (levelek és fű összegyűjtésére)

## További információ
- Gereblyék, lombseprűk